# شين جي سو
شين جي سو (بالكورية: 신지수)‏ هي ممثلة ومغنية كورية جنوبية، ولدت يوم 28 أكتوبر 1985 في مقاطعة غيونغسانغ الشمالية في كوريا الجنوبية.

## روابط خارجية
- شين جي سو على موقع IMDb (الإنجليزية)
- شين جي سو على موقع قاعدة بيانات الفيلم (الإنجليزية)